# Правило «м'якого» управління природою
Правило «м'якого» управління природою. «М'яке» (опосередковане, напрямне, відновлююче екологічний баланс) управління природними процесами здатне викликати бажані ланцюгові реакції і тому соціально й економічно переважніше «жорсткого» техногенного. Це правило доцільного перетворення природи. Прикладом є зіставлення двох форм ведення лісового господарства: суцільного лісосічного («жорсткий» вплив) та вибіркової рубки («м'який»). Вважається економічно більш рентабельною суцільна рубка, при якій в один прийом забирається вся деревина. При вибірковій рубці виникає багато ускладнень технічного порядку, і тому деревина виявляється дорожчою. При цьому передбачається, що на суцільних лісосіках ліс можна відновлювати шляхом його масової посадки, це обходиться недорого. Однак при суцільних рубках втрачається саме лісове середовище, що веде до падіння рівня річок, в інших місцях — до заболочування, заростання лісосіки нелісовими видами рослин, що перешкоджають росту лісу, виникнення вогнищ розмноження шкідників лісу. Більш низькі початкові витрати «жорстких» заходів дають ланцюг збитків, що вимагають потім більших витрат на їх ліквідацію, навпаки, при вибіркових рубках управління відновленням лісу полегшується через збереження лісового середовища. Підвищені початкові витрати поступово окупаються в результаті запобігання збитків.